# Фролов, Аверкий Алексеевич
Аверкий Алексеевич Фролов (6 ноября 1915, Новоселье, Петроградская губерния — 19 декабря 1977, Москва) — начальник подотдела Госплана СССР, лауреат Госпремии. Член КПСС с 1944 года.

## Биография
Родился 6 ноября 1915 года в селе Новоселье Городецкой волости Лужского уезда (ныне — в Лужском районе Ленинградской области).
Окончил Ленинградский политехнический институт (1939).
В 1940—1946 гг. служил в армии, участник войны с Японией, 567 сп 384 сд 25-я армия 1 ДВФ. Награждён орденом Красной Звезды (31 августа 1945).
В 1946—1953 — работал на Челябинском заводе ферросплавов, с 1950 г. главный инженер.
В 1953—1957 — на предприятиях чёрной металлургии.
В 1957—1960 — главный специалист Главниипроекта при Госплане СССР.
В 1960—1965 — ответственный работник Главного управления чёрной металлургии СНХ РСФСР.
С 1965 года — главный специалист Госплана СССР.
Лауреат Государственной премии СССР 1970 года (в составе коллектива) — за исследование, разработку и внедрение технологии получения высококачественных хромовых сплавов силикотермическим методом.
Похоронен на Новокунцевском кладбище (10-й участок).
Сочинения:
- Сравнительная экономическая эффективность выплавки ферросилиция в электропечи и в доменной печи / А. А. Фролов; Главниипроект при Госплане СССР. Центр. науч.-исслед. ин-т чёрной металлургии. Центр. ин-т информации. — М., 1958.

### Семья
Жена — Лидия Арсеньевна Фролова (1916—1983).